# Калинейко, Дмитрий Юрьевич
Дмитрий Юрьевич Калинейко (бел. Дзмітрый Юр’евіч Калінейка; род. 9 апреля 1999, Минск) — белорусский футболист, выступавший на позиции нападающего.

## Клубная карьера
Воспитанник минской школы РЦАП-БГУ. В 2016 году дебютировал в составе основной команды «Звезда-БГУ» в Первой лиге. В сезонах 2016 и 2017 выходил на поле в качестве запасного во втором тайме.
В январе 2018 года приехал на просмотр в «Смолевичах», а в феврале подписал с клубом трехлетний контракт. 1 апреля 2018 года дебютировал в Высшей лиге в матче против БАТЭ (0:1), выйдя на замену в конце матча. Позже получил травму, из-за которой пропустил большую часть сезона 2018. В начале 2019 снова начал появляться на поле, выходя на замену, но в июле того же года из-за проблем со здоровьем завершил свою карьеру.

## Карьера за сборную
В 2015 году выступал за сборную Беларуси до 17 лет в отборочном раунде чемпионата Европы.

## Статистика
| Сезон | Дивизион | Клуб          | Страна        | Матчи | Голы |
| ----- | -------- | ------------- | ------------- | ----- | ---- |
| 2016  | Д2       | Звезда-БГУ    | Флаг Беларуси | 10    | 0    |
| 2017  | Д2       | Энергетик-БГУ | Флаг Беларуси | 1     | 0    |
| 2018  | Д1       | Смолевичи     | Флаг Беларуси | 1     | 0    |
| 2019  | Д2       | Смолевичи     | Флаг Беларуси | 4     | 1    |